# Diesel and Dust
Diesel and Dust – szósty album studyjny australijskiej grupy rockowej Midnight Oil. Album został wydany w 1987 roku.

## Lista utworów
1. "Beds Are Burning" (Robert Hirst, James Moginie, Peter Garrett)
2. "Put Down That Weapon" (Moginie, Hirst, Garrett)
3. "Dreamworld" (Moginie, Garrett, Hirst)
4. "Arctic World" (Moginie, Garrett)
5. "Warakurna" (Moginie)
6. "The Dead Heart" (Hirst, Moginie, Garrett)
7. "Whoah" (Moginie, Garrett)
8. "Bullroarer" (Hirst, Moginie, Garrett)
9. "Sell My Soul" (Moginie, Garrett)
10. "Sometimes" (Moginie, Garrett, Hirst)
11. "Gunbarrel Highway" (Midnight Oil) ^

## Twórcy albumu
- Peter Garrett: wokal
- Rob Hirst: perkusja, dalszy wokal
- Jim Moginie: gitara, keyboard
- Peter Gifford: bas, dalszy wokal
- Martin Rotsey: gitara